# Lauterbourg
Lauterbourg là một xã trong tỉnh Bas-Rhin, thuộc vùng Grand Est của nước Pháp, có dân số là 2269 người (thời điểm 1999). Xã nằm ngay biên giới với Đức gần thành phố Karlsruhe.

## Thông tin nhân khẩu
| 1962  | 1968  | 1975  | 1982  | 1990  | 1999  |
| ----- | ----- | ----- | ----- | ----- | ----- |
| 1.795 | 2.261 | 2.442 | 2.467 | 2.372 | 2.269 |